# Picaporta
Un picaporta o també, anella/picador de porta, maneta, balda, baula, baldó, armella, és una peça de metall que es posa a les portes per a poder trucar colpejant sobre la mateixa porta, de vegades sobre la cabota d'un clau gros o fins i tot sobre una petita enclusa. Es fabrica de diferents materials, preferentment ferro o llautó.

## Història

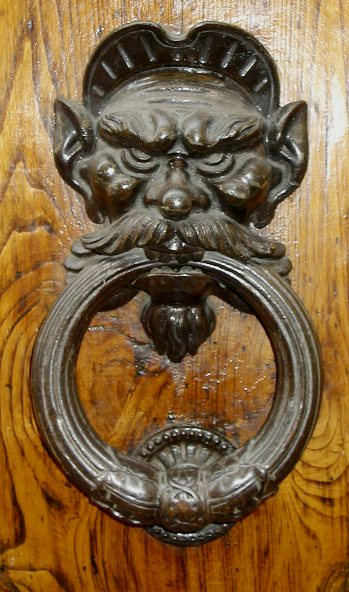
Picaporta o picador de porta

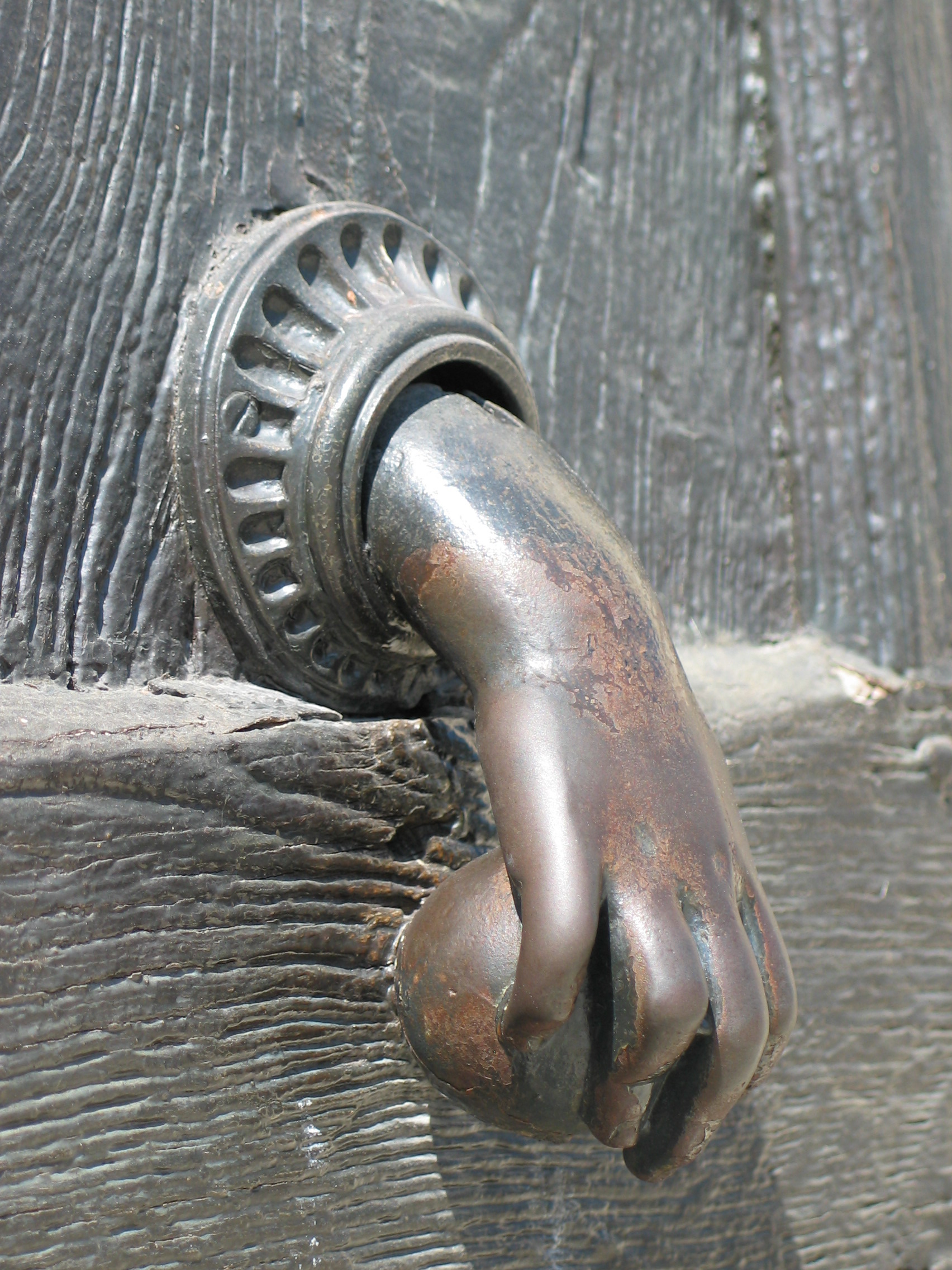
Picaporta conegut com la Mà de Fàtima (Orleans)

Les primeres picaportes a l'edat mitjana van ser amb forma de martellet suspesos de les portes per la part exterior. La forma més típica i ben antiga és la d'argolla (de ferro les més antigues), generalment unida a un cap de bronze. Es donaven cops amb l'anella sobre un cap de clau bastant gros i a les portes d'algunes esglésies eren un signe d'asil que es demanava agafant aquesta anella. Servien a més a més com tiradors per tancar la porta.
N'hi ha amb forma de cap de lleó, de griu o de quimera. De lleó eren, per exemple, els picaportes de la portada de la Catedral de Puy-en-Velay del segle xi i una altra del segle xiii de la porta occidental de la Catedral de Noyon. Aquesta classe de picaportes es van destinar especialment a les portes de les esglésies sens dubte perquè així ho demanava la tradició del dret d'asil. De tan antic costum en parla Sant Gregori de Tours.
La forma de martell es va usar més en les cases particulars. Els més antics eren molt senzills i estaven adornats amb gravats a burí. Del segle xv, n'hi ha molts exemplars de ferro forjat entre els quals se'n poden veure de preciosos delicadament forjats i cisellats i amb escut pintat dels colors heràldics corresponents. Caminant el temps, aquestes picaportes van caure una mica en desús i només es van conservar per a les portes de les habitacions rurals. Se sap que en les portes dels castells va haver picaportes sens dubte no adherides més que a les fulles de les poternes sense pont llevadís o a les portes de les muralles exteriors.

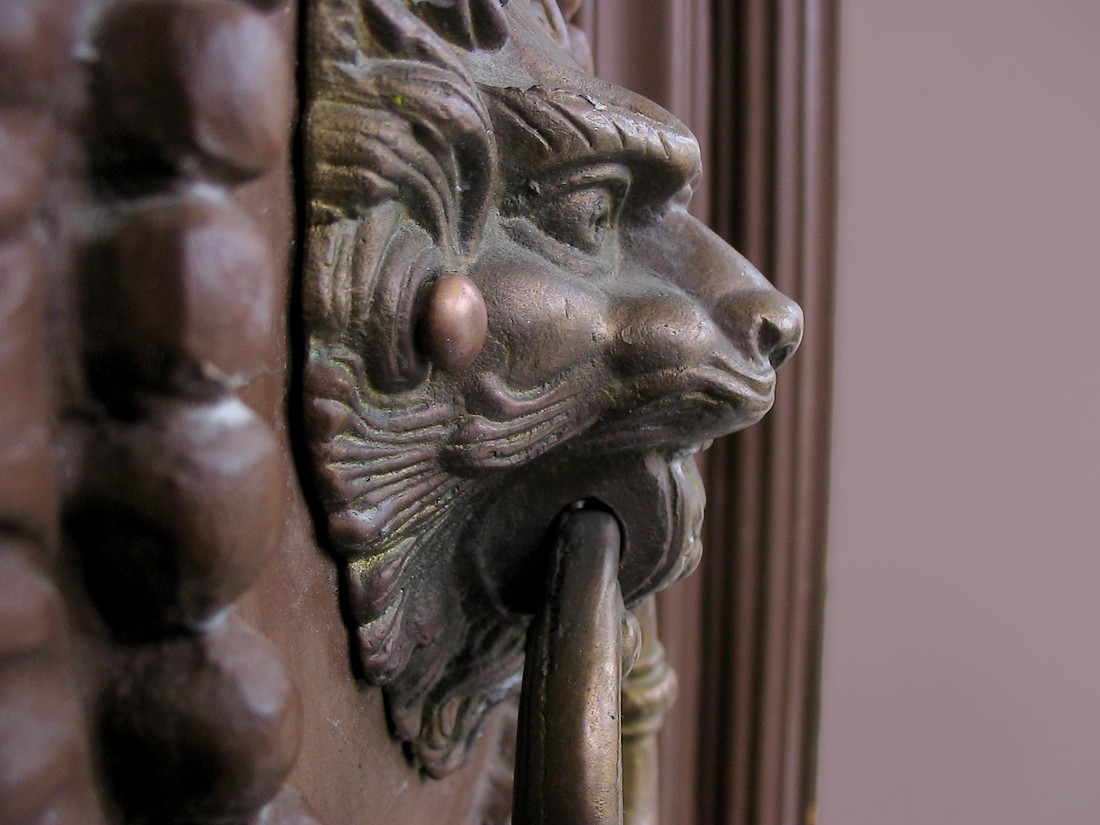
Picaporta amb forma de lleó

Es conserven encara a moltes portes d'esglésies i en cases senyorials notabilíssims exemples de picaportes molts d'ells de gran valor artístic. La forma més antiga i també més usual va ser la d'argolla suspesa bé d'una anella bé d'un cap de lleó o grifó que es destaca en el centre d'una placa circular o en el vèrtex d'un con la base del qual està sobre la porta. L'argolla sol estar acabada amb quatre cares adornades amb labor lineal gravada que es repeteix generalment en el disc. Es descobreix en tots els caràcters d'aquests picaportes una influència de l'art àrab.
A la Catedral de Baiona de França hi ha un exemplar molt notable en ferro de treball espanyol molt ric d'adorn de cap de grifó que amb la boca subjecta a aquella. Sembla datar del segle xiii i sens dubte, el tipus artístic persistir en el XIV ja a la península abunden exemplars que només varien en la mida. En molts d'ells com a la porta mudèjar (segle XIV) de la sagristia dels Calzes a la Catedral de Sevilla el cap de grifó destaca del centre d'una estrella. Molt més antic, del segle xi, és el picaporta de la porta àrab del Castell de Daroca que avui es troba en el Museu Arqueològic Nacional d'Espanya. Consisteix en una simple argolla pendent del vèrtex d'un con tot de ferro. Una altra forma molt usual és la de tirador format per un gruix ferro corbat de manera que els seus extrems regiren cap a fora passant per dos anelles o abraçadores de suspensió.
A Àvila, hi ha alguns exemplars, i també en cases modestes, d'unes baldes que fan de tirador per la qual cosa ofereixen dos semicercles a la part de l'articulació. A Toledo, abunden més els d'argolla. També n'hi ha d'argolla a Barcelona.
El Renaixement va produir també bells picaportes volent extremar el seu art els serrallers. El tema més comú són dues  S  contraposades. També es van fer, encara que per excepció, picaportes de pedra. Bon exemple d'això són els dos de serpentina formats per una gran argolla suspesa de la gola d'un lleó que van pertànyer al palau de Carles V a Granada i que es troben al Museu Arqueològic Nacional.
Els picaportes ara caiguts en desús, per raons òbvies de l'evolució, van tenir durant molts segles una funció molt important, avisar els inquilins de l'habitatge de l'arribada d'un visitant. A ciutat on les cases tenien pisos, es va crear un llenguatge propi dels picaportes, aquest consistia en donar un cop sec per a cada planta, és a dir el primer pis li corresponia donar un cop sec, quan és volia avisar el segon pis calia donar dos cops secs i així fins al pis que volies avisar. Quan al replà del pis que volies avisar tenia dues portes i calia avisar a la segona porta (exemple: 2n 2a) el sistema consistia en donar dos cops secs seguit d'un anomenat repicó (un seguit de cops més pausats, que el cop sec).